# Titularbistum Nachingwea
Nachingwea ist ein Titularbistum der römisch-katholischen Kirche.
Es geht zurück auf einen Bischofssitz in der Stadt Nachingwea, die sich in der Region Lindi Tansanias befindet. Das Bistum Nachingwea war dem Erzbistum Songea als Suffraganbistum unterstellt.
| Titularbischöfe von Nachingwea |                      |                                     |                 |              |
| Nr.                            | Name                 | Amt                                 | von             | bis          |
| 1                              | Benjamin Phiri       | Weihbischof in Chipata (Sambia)     | 15. Januar 2011 | 3. Juli 2020 |
| 2                              | Masilo John Selemela | Weihbischof in Pretoria (Südafrika) | 16. Juli 2022   |              |